# Johann Georg von Hütterott
Johann Georg Ritter von Hütterott (* 21. Dezember 1852 in Triest,
Kaisertum Österreich; † 27. Mai 1910 in Wien, Österreich-Ungarn) war ein österreichischer Industrieller.

## Leben
Er wurde als Sohn des Kaufmannes Carl Hütterott († 1889) in Triest geboren. Hütterott trat in die Dienste der 1857 gegründeten Schiffswerft Stabilimento Tecnico Triestino, wo er ab 1896 Verwaltungsrat der Gesellschaft wurde. Unter seiner Leitung wurde zusätzlich zu der bestehenden Werft San Rocco eine zweite namens San Marco, welche sich ebenfalls in Triest befand, erworben. Die Werft San Marco sollte in weiterer Folge ausschließlich Kriegsschiffe bauen, u. a. die Schlachtschiffe Habsburg und Árpád.
1879 wurde er zum Honorarkonsul des Japanischen Kaiserreiches ernannt, 1891 wurde Hütterott mit dem Orden der Eisernen Krone III. Klasse ausgezeichnet.

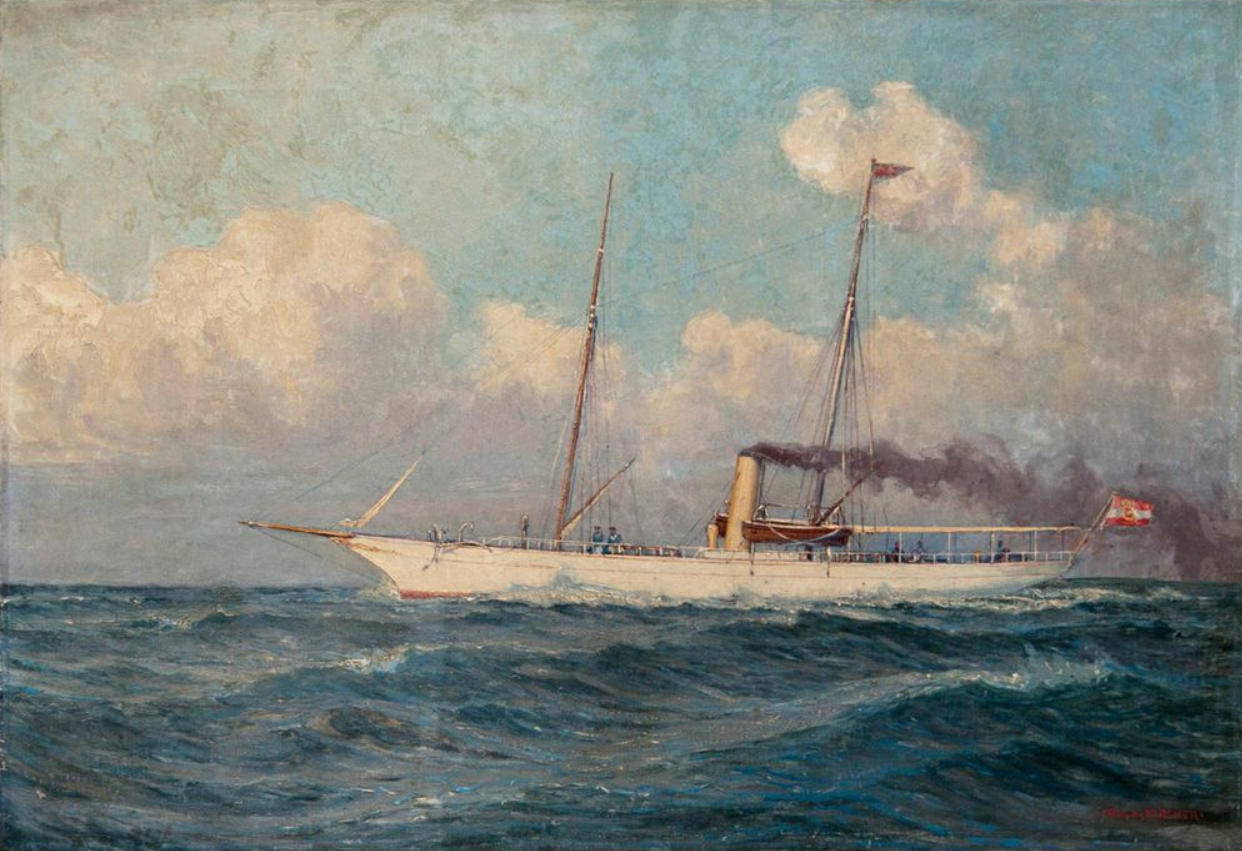
Österreichische Dampf-Segelyacht Suzume

1898 wurde Hütterott in den Adelsstand erhoben. In den Jahren von 1904 bis 1908 gehörte Hütterott dem Industrie- und Landwirtschaftsrat der Monarchie an, ab 1909 dem Industrierat. Ab 1905 war er Mitglied des Herrenhauses des österreichischen Reichsrats auf Lebenszeit.
Hütterott war leidenschaftlicher Kunstsammler, wobei er vor allem das Sujet der Marinemalerei bevorzugte. So besaß er auch zahlreiche Gemälde des berühmten Marinemalers Alexander Kircher, zwölf davon befinden sich heute im  Heimatmuseum von Rovinj (Kroatien) in einem eigenen Kircher-Zimmer.
Im Süden Rovinjs plante Hütterott die Errichtung eines klimatischen Kurorts mit dem Namen Cap Aureo (lat.: Goldenes Kap). Das Projekt wurde nie fertig gestellt, das Gebiet ist heute allerdings ein Naturschutzgebiet.